# Rubin Colwill
Rubin Colwill (Neath, 27 de abril de 2002) es un futbolista británico que juega en la demarcación de centrocampista para el Cardiff City F. C. de la League One de Inglaterra.

## Selección nacional
Tras jugar con la selección de fútbol sub-17 de Gales y la sub-21 hizo su debut con la selección de fútbol de Gales el 3 de septiembre de 2020 en un partido amistoso contra Francia que finalizó con un resultado de 3-0 tras los goles de Kylian Mbappé, Antoine Griezmann y Ousmane Dembélé.

## Clubes
| Club               | País  | Año   | Partidos | Goles |
| ------------------ | ----- | ----- | -------- | ----- |
| Cardiff City F. C. | Gales | 2021- | 154      | 14    |